# Список полных кавалеров ордена Славы, лишённых государственных наград
В настоящем списке представлены в алфавитном порядке все полные кавалеры, лишённые ордена Славы (всего 15 человек). Список содержит информацию о датах указов о присвоении звания, дате рождения по новому стилю и дате смерти.
| № п/п | Фото | Фамилия Имя Отчество          | Дата Указа и номер ордена | Дата Указа и номер ордена                                       | Дата Указа и номер ордена | Род войск            | Даты жизни            |  |
| № п/п | Фото | Фамилия Имя Отчество          | 3 степень                 | 2 степень                                                       | 1 степень                 | Род войск            | Даты жизни            |  |
| ----- | ---- | ----------------------------- | ------------------------- | --------------------------------------------------------------- | ------------------------- | -------------------- | --------------------- |  |
| 1     |      | Гайдук Иван Илларионович      | 27.07.1944                | 17.03.1945                                                      | 15.05.1946 не вручался    | Бронетанковые войска | 1923 — 1985           |  |
| 2     |      | Гамрецкий Михаил Григорьевич  | 02.08.1944 № 135619       | 18.10.1944 № 6085                                               | 15.05.1946 не вручался    | Инженерные войска    | 1911 — 1965           |  |
| 3     |      | Горошко Иван Григорьевич      | 04.11.1944 № 215067       | 17.05.1945 № 21123                                              | 15.05.1946 № 974          | Пехота               | 18.08.1913—21.12.1996 |  |
| 4     |      | Ермаченков Иван Январович     | 19.07.1944 № 324087       | 04.01.1945 № 10413                                              | 29.06.1945 не вручался    | Инженерные войска    | 07.01.1919—19.09.1992 |  |
| 5     |      | Калинин Пётр Михайлович       | 15.08.1944 № 82697        | 20.09.1944 № 809                                                | 24.03.1945 не вручался    | Пехота               | 1904 — ?              |  |
| 6     |      | Коваленко Павел Васильевич    | 10.05.1943 № 43583        | 30.06.1944 № 919                                                | 24.03.1945 не вручался    | Пехота               | 1895 — ?              |  |
| 7     |      | Кохановский Дмитрий Иосифович | 11.06.1944 № 56387        | 10.08.1944 № 4837 18.08.1944 не вручался 30.09.1944 не вручался | 15.05.1946 не вручался    | Пехота               | 1914—1992             |  |
| 8     |      | Моисеев Николай Иванович      | 25.01.1944 № 3637         | 18.09.1944 № 1868                                               | 27.06.1945 не вручался    | Пехота               | 1924 — ?              |  |
| 9     |      | Одноочко Роман Семёнович      | 04.03.1944 № 30511        | 12.04.1945 № 24965                                              | 27.06.1945 № 237          | Артиллерия           | 16.11.1918—04.03.1960 |  |
| 10    |      | Силкин Владимир Иванович      | 06.03.1944 № 56184        | 01.08.1944 № 4838                                               | 15.05.1946 не вручался    | Пехота               | 1925 — ?              |  |
| 11    |      | Скажутин Александр Фёдорович  | 06.06.1944 № 109297       | 10.01.1945 № 9882                                               | 15.05.1946 не вручался    | Артиллерия           | 1908 — ?              |  |
| 12    |      | Соколов Николай Дмитриевич    | 17.12.1943 № 89           | 20.03.1945 № 14662                                              | 27.06.1945 не вручался    | Пехота               | 1923 — 1952           |  |
| 13    |      | Соколов Сергей Дмитриевич     | 04.06.1944 № 4220         | 06.11.1944 № 69547                                              | 31.05.1945 не вручался    | Артиллерия           | 1924 — ?              |  |
| 14    |      | Столбун Пётр Васильевич       | 24.05.1944 № 27247        | 13.08.1944 № 3500                                               | 10.04.1945 № 14           | Бронетанковые войска | 24.12.1906—21.11.1964 |  |
| 15    |      | Харитонов Иван Павлович       | 20.03.1944 № 19509        | 27.09.1944 № 2337                                               | 27.06.1945 № 1200         | Артиллерия           | 1923—1967             |  |